# Tia Fuller
Tia Fuller (Aurora (Colorado), 27 maart 1976) is een Amerikaanse jazzsaxofoniste en -componist en een lid van de volledig vrouwelijke band die met Beyoncé toert. Fuller is momenteel lid van de faculteit van de afdeling ensembles van het Berklee College of Music..

## Biografie
Fuller werd geboren in Aurora, Colorado als dochter van de jazzmuzikanten Fred en Elthopia Fuller. Haar vader Fred speelt bas en haar moeder Elthopia zingt. Haar zus Shamie is ook jazzmuzikant en pedagoge. Ze groeide op met het luisteren naar de repetities van haar ouders in de kelder van hun huis en naar de muziek van John Coltrane, Sarah Vaughan en Charlie Parker. Fuller begon saxofoon te spelen op de middelbare school, waarna ze haar muzikale opleiding vervolgde aan het Spelman College in Atlanta, Georgia onder de voogdij van Joseph Jennings. Daar trad ze op met Ray Charles en in de jazzclubs van Atlanta. In 1998 studeerde ze cum laude af met een Bachelor of Arts-graad en later voltooide ze haar mastergraad in Jazz Pedagogy and Performance aan de University of Colorado in Boulder.
Fuller heeft regelmatig opgetreden met een aantal jazzartiesten, waaronder Esperanza Spalding, Terri Lyne Carrington, Ralph Peterson Septet, het Thelonious Monk Septet, het Jon Faddis Jazz Orchestra, het Rufus Reid Septet, het Sean Jones Quintet en het Nancy Wilson Jazz Orchestra. Fuller leidde een kwartet met onder meer Shamie Royston op piano, Kim Thompson op drums en Miriam Sullivan op bas, en met wie ze de albums Pillar of Strength (2005, Wambui), Healing Space (2007, Mack Avenue) en Decisive Steps (2010, Mack Avenue) opnam.
In 2006 was ze lid van de volledig vrouwelijke band die toerde met Beyoncé. In 2012 toerde ze met Esperanza Spalding als leider van de Radio Music Society hoornsectie, waarin ze saxofoon speelde in dialoog met Spalding's scatzang. Ze was artist in residence op het Burlington Discover Jazz Festival. Ze geeft les aan het Berklee College of Music.

## Opleiding
In 1998 studeerde Fuller cum laude af met een bachelordiploma in muziek van het Spelman College en behaalde vervolgens een masterdiploma in jazzpedagogie en performance aan de universiteit van Colorado in Boulder.

## Discografie

### Als leader
- 2005: Pillar of Strength  (Wambui)
- 2007: Healing Space (Mack Avenue Records)
- 2010: Decisive Steps (Mack Avenue)
- 2012: Angelic Warrior (Mack Avenue)
- 2018: Diamond Cut (Mack Avenue)

### Compilaties
- 2014: It's Christmas on Mack Avenue (Mack Avenue)

### As sideman
met Joe Budden
- 2003: Joe Budden (Def Jam)

met Miki Hayama
- 2004: Vibrant (Art Union @ Jazz)

met Sean Jones
- 2004: Eternal Journey (Mack Avenue)
- 2005: Gemini (Mack Avenue)
- 2006: Roots  (Mack Avenue)
- 2007: Kaleidoscope (Mack Avenue)

met Brad Leali
- 2007: Maria Juanez (TCB Music)

met Nancy Wilson
- 2006: Turned to Blue (MCG Jazz)

- Bibliothèque nationale de France: cb15736668d (data)
- International Standard Name Identifier: 0000 0000 4883 1330
- Library of Congress Control Number: no2005090880
- MusicBrainz: 934ac9d8-5e33-4c09-a724-9725631dbe39
- Virtual International Authority File: 34195065
- WorldCat: E39PBJxmK9KxtcMV8FWygRFdwC